# Tilapia ruweti
Tilapia ruweti är en fiskart som först beskrevs av Max Poll och Thys van den Audenaerde, 1965.  Tilapia ruweti ingår i släktet Tilapia och familjen Cichlidae. IUCN kategoriserar arten globalt som livskraftig. Inga underarter finns listade i Catalogue of Life.